# 小行星10702
小行星10702（10702 Arizorcas）是一颗绕太阳运转的小行星，为主小行星带小行星。该小行星于1981年8月30日发现。

## 轨道参数
小行星10702的轨道半长轴为2.4274361 UA，离心率为0.212。